# الغدير (تعز)
الغدير هي إحدى قرى الجمهورية اليمنية. وهي تتبع جغرافيًا لمحافظة تعز. وإداريًا لمديرية خدير. يبلغ تعداد سكانها 997 نسمة حسب الإحصاء الذي جرى عام 2004.